# Anna Perenna
Anna Perenna o Ana Perena (en latín: Anna Perenna) fue una antigua deidad romana del círculo o «anillo» del año, como su nombre (per annum) indica claramente. Su fiesta caía en los idus de marzo (15 de marzo), que habrían marcado la primera luna llena del año en el antiguo calendario romano lunar, cuando marzo era considerado el primer mes del año, y era celebrada en la arboleda de la diosa en la primera piedra miliar de la Vía Flaminia. A ella asistían muchos de los plebeyos de la ciudad.
Macrobio cuenta que las ofrendas que allí se le hacían eran ut annare perannareque commode liceat, es decir, ‘para que el círculo del año pueda completarse felizmente’. Juan Lido dice que los sacrificios y oraciones públicos se le ofrecían para asegurar un año próspero. En sus Fastos, Ovidio proporciona una vívida descripción del jolgorio y la licenciosidad de su fiesta al aire libre, donde las tiendas se armaban o se construían cenadores con ramas, en los que los muchachos yacían junto a las muchachas, y la gente pedía que Anna les otorgase muchos años más para que pudieran beber copas de vino en la fiesta.

## Orígenes
Ovidio cuenta que Anna Perenna era la misma Anna que aparece en la Eneida de Virgilio como hermana de Dido, y que tras la muerte de ésta Cartago fue atacada por los numidios y Anna se vio obligada a huir. Finalmente, terminó en un barco al que una tormenta llevó justo hacia el asentamiento de Eneas en Lavinium. Eneas la invitó a quedarse, pero su esposa Lavinia se puso celosa. Anna, avisada en un sueño por el espíritu de Dido, escapó a lo que fuera que Lavinia había planeado huyendo de noche. Cayó al río Numicus y se ahogó. Eneas y sus hombres lograron seguir el rastro de Anna parte del camino. Finalmente Anna se les apareció y les explicó que ahora era un ninfa fluvial oculta en la «corriente perenne» (amnis perennis) del Numicus, y que por tanto su nombre era ahora Anna Perenna. La gente lo celebró inmediatamente con fiestas al aire libre. Ovidio señala que algunos igualaban a Anna Perenna con la Luna, con Temis, con Ío o con Amaltea, pero expone lo que afirma que puede estar más cerca de la verdad: que durante la revuelta plebeya a los rebeldes se les acabó la comida y una anciana de Bovillae llamada Anna preparaba pasteles y los llevaba a los rebeldes cada mañana. Los plebeyos más tarde le erigieron una imagen y la adoraron como a una diosa.
A continuación Ovidio relata que poco después de que la vieja Anna se hubiese convertido en diosa, el dios Marte intentó que Anna persuadiera a Minerva para enamorarse de él. Al final Anna fingió que Minerva había accedido y se llevó a cabo la boda. Pero cuando la supuesta nueva esposa de Marte fue llevada a su cámara y éste le quitó el velo, descubrió para su disgusto que no era Minerva sino la vieja Anna, lo que es el motivo de que la gente contara chistes verdes y cantara canciones groseras en las fiestas de Anna Perenna. Dado que la fiesta de Anna Perenna es en el mes de Marte, es razonable que Marte y ella estuviesen asociados, al menos en algunos ritos de la época, como compañeros de culto.
Ovidio también cuenta que Anna era de baja estatura.

## Culto
Se tienen referencias del culto a Anna Perenna en dos lugares. Uno en Buscemi (Sicilia), donde en 1899 se hallaron algunas inscripciones dedicadas a Anna y Apolo, y otro en Roma, donde en 1999 se desenterró una fuente dedicada a los ritos de Anna Perenna.